# Mistrovství světa v ragby žen
Mistrovství světa v ragby žen (oficiálně Women's Rugby World Cup) je mezinárodní turnaj v rugby union žen. První ročník se odehrál v roce 1991 ve Walesu. Vítězkami se staly ragbistky USA. Nejčastěji tuto soutěž vyhrál Nový Zéland (šestkrát), dvakrát vyhrála světový šampionát reprezentace Anglie.
Na MS 2025 bude hrát 16 zemí. Naposledy hrálo 16 týmů na MS 2002. Obhájcem titulu je Nový Zéland z roku 2022.

## Turnaje
|    | rok  | pořadatel   | vítěz       | druhý  | třetí     | počet týmů |
| -- | ---- | ----------- | ----------- | ------ | --------- | ---------- |
| 1  | 1991 | Wales       | USA         | Anglie | Francie   | 12         |
| 2  | 1994 | Skotsko     | Anglie      | USA    | Francie   | 12         |
| 3  | 1998 | Nizozemsko  | Nový Zéland | USA    | Anglie    | 16         |
| 4  | 2002 | Španělsko   | Nový Zéland | Anglie | Francie   | 16         |
| 5  | 2006 | Kanada      | Nový Zéland | Anglie | Francie   | 12         |
| 6  | 2010 | Anglie      | Nový Zéland | Anglie | Austrálie | 12         |
| 7  | 2014 | Francie     | Anglie      | Kanada | Francie   | 12         |
| 8  | 2017 | Irsko       | Nový Zéland | Anglie | Francie   | 12         |
| 9  | 2021 | Nový Zéland | Nový Zéland | Anglie | Francie   | 12         |
| 10 | 2025 | Anglie      |             |        |           | 16         |
| 11 | 2029 | Austrálie   |             |        |           | 16         |
| 12 | 2033 | USA         |             |        |           | 16         |

(Mistrovství světa 2021 se kvůli nemoci covid-19 hrálo v roce 2022.)

## Medailové pořadí
| týmy        | vítěz | druhý | třetí |
| ----------- | ----- | ----- | ----- |
| Nový Zéland | 6     | 0     | 0     |
| Anglie      | 2     | 6     | 1     |
| USA         | 1     | 2     | 0     |
| Kanada      | 0     | 1     | 0     |
| Francie     | 0     | 0     | 7     |
| Austrálie   | 0     | 0     | 1     |